# Nationalliga A (Elektrorollstuhl-Hockey)
Die Nationalliga A ist die höchste Spielklasse im Powerchair-Hockey in der Schweiz. Gegründet wurde die Liga 2013, amtierender Meister sind die Iron Cats Zürich.

## Modus
Seit der Gründung der Nationalliga, durch die Technische Kommission der Schweizer Paraplegiker-Vereinigung in Nottwil, in der Saison 2013/14, gliedert sich die Meisterschaft in zwei Teile: In der Nationalliga A spielen 4 Mannschaften. Auf die Saison 2017/18 wurden die NLA erstmals auf 5 Vereine aufgestockt. Mit dem Abstieg von Lausanne und dem Verzicht der Mannschaft aus Luzern spielen in der Saison 2018/19 wieder 4 Mannschaften in der obersten Liga. In der Nationalliga B sind es sieben Mannschaften. Auf die Saison 2022/23 wurde der Ligabetrieb wieder umgestaltet. Die Nationalliga A und B spielen mit je 4 Mannschaften. Die 1. Liga wurde als Nachwuchsstaffel gegründet und hatte mit den Cyber Falcons aus dem Tessin eine neue Mannschaft.
Gespielt wir an drei oder vier Turniertagen pro Saison. In der Nationalliga A wird 2 × 20 Minuten gespielt, in den unteren Klassen 2 × 10 Minuten.

## Teilnehmer Saison 2022/23
| Team                 | Stadt      | Kanton      | Stadion              | Trainer                        | Nationalliga    |
| -------------------- | ---------- | ----------- | -------------------- | ------------------------------ | --------------- |
| Rolling Thunder      | Bern       | Bern        | MZH Rossfeld         | Isabelle & Daniel Pulver       | NLA             |
| Iron Cats 1, 2 + 3   | Zürich     | Zürich      | MEH, Lengghalde      | Michael Rosche                 | NLA/NLB/1. Liga |
| Green Lightning      | St. Gallen | St. Gallen  | Athtletikzentrum     | Simon Kaufmann                 | 1. Liga         |
| Lucerne Sharks       | Luzern     | Luzern      | Stiftung Rodtegg     | Stefan Kaufmann                | NLB             |
| Red Eagle 1 + 2      | Basel      | Basel-Stadt | GSR Therwilerstrasse | Hansjörg Bobst & Martina Hüper | NLB + 1. Liga   |
| Whirldrivers         | Lausanne   | Waadt       |                      | Sophi Gnägi                    | 1. Liga         |
| Zeka Rollers Aargau  | Baden      | Aargau      | Turnhalle Höchi      | Ute Göbbels                    | NLB + 1. Liga   |
| Torpedo Turicum      | Zürich     | Zürich      |                      | Deniz Genc                     | NLA             |
| Swiss Selection      | Zürich     | Zürich      |                      |                                | NLA             |
| Cyber Falcons Tessin | Lugano     | Tessin      |                      |                                | 1. Liga         |

In der Saison 2022/23 spielte die Mannschaft der Iron Cats  als Iron Cats Youngster A + B in der NLB und in der 1:Liga. Die Red Eagle Basel und die Zeka Rollers spielen mit je einer Mannschaft in der NLB und 1. Liga.

## Schweizer Meister

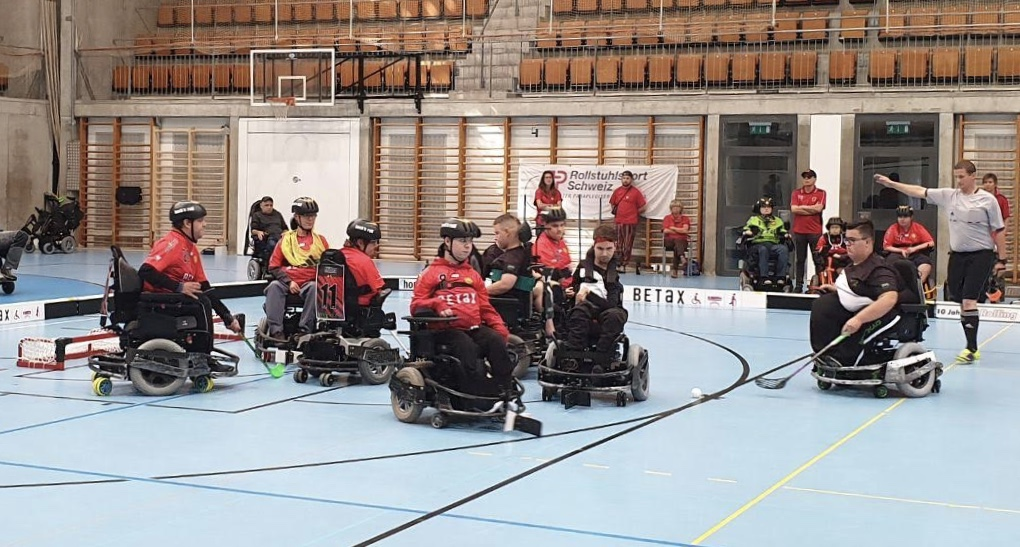
NLA-Spiel zwischen den Rolling Thunder Bern und Iron Cats Zürich, 7. September 2019

| Jahr |                                           |                                           |                                           |                               |
| Jahr | Schweizer Meister                         | 2. Platz                                  | 3. Platz                                  | Torschützenkönig              |
| ---- | ----------------------------------------- | ----------------------------------------- | ----------------------------------------- | ----------------------------- |
| 2014 | Iron Cats Zürich                          | Rolling Thunder Bern                      | Whirldrivers Lausanne                     | Stefan Müller (93 Tore)       |
| 2015 | Rolling Thunder Bern                      | Whirldrivers Lausanne                     | Iron Cats Zürich                          | Stefan Müller (73 Tore)       |
| 2016 | Rolling Thunder Bern                      | Iron Cats Zürich                          | Whirldrivers Lausanne                     | Stefan Müller (100 Tore)      |
| 2017 | Iron Cats Zürich                          | Rolling Thunder Bern                      | Zeka Rollers A                            | Dominik Zenhäusern (81 Tore)  |
| 2018 | Iron Cats Zürich                          | Zeka Rollers A                            | Rolling Thunder Bern                      | Dominik Zenhäusern (88 Tore)  |
| 2019 | Iron Cats Zürich                          | Iron Cats Zürich II                       | Zeka Rollers A                            | Jan Schäublin (74 Tore)       |
| 2020 | Meisterschaftsabbruch infolge Coronavirus | Meisterschaftsabbruch infolge Coronavirus | Meisterschaftsabbruch infolge Coronavirus | Jan Schäublin (49 Tore)       |
| 2021 | Keine Meisterschaft infolge Coronavirus   | Keine Meisterschaft infolge Coronavirus   | Keine Meisterschaft infolge Coronavirus   |                               |
| 2022 | Iron Cats Zürich                          | Torpedo Turicum                           | Rolling Thunder Bern                      | Jan Schäublin (66 Tore)       |
| 2023 | Iron Cats Zürich                          | Torpedo Turicum                           | Rolling Thunder Bern                      | Dominik Zenhäusern (102 Tore) |
| 2024 | Iron Cats Zürich                          | Rolling Thunder Bern                      | Swiss Selection                           | Rodi Feller (73 Tore)         |
| 2025 | Iron Cats Zürich                          | Rolling Thunder Bern                      | Zeka Rollers A                            | Khaleq Hassami (82 Tore)      |

## Ewige Tabelle NLA
Die Ewige Tabelle der Nationalliga A ist eine Rangliste aller Meisterschaftsrunden der Powerchair-Nationalliga A seit ihrer Gründung im Jahr 2013. Da die Saison 2019/20 wegen der COVID-19-Pandemie nicht zu Ende geführt und abgebrochen wurde, zählt diese nicht in der Ewigen Tabelle.
| Pl.                   | Verein                | Sp. | S  | U | N  | Tore    | Diff. | Punkte |
| --------------------- | --------------------- | --- | -- | - | -- | ------- | ----- | ------ |
| 1.                    | Iron Cats Zürich      | 96  | 77 | 6 | 13 | 868:321 | +547  | 237    |
| 2.                    | Rolling Thunder Bern  | 96  | 51 | 3 | 42 | 776:691 | +85   | 156    |
| 3.                    | Zeka Rollers A        | 72  | 20 | 5 | 47 | 437:576 | −139  | 65     |
| 4.                    | Torpedo Turicum       | 24  | 18 | 1 | 5  | 232:930 | +139  | 55     |
| 5.                    | Whirldrivers Lausanne | 60  | 14 | 3 | 43 | 279:534 | −255  | 45     |
| 6.                    | Iron Cats Zürich II   | 24  | 8  | 0 | 16 | 114:228 | −114  | 24     |
| 7.                    | Swiss Selection       | 24  | 1  | 0 | 23 | 082:309 | −227  | 03     |
| Stand: 1. August 2023 |                       |     |    |   |    |         |       |        |

## Ewige Torschützenliste
In der ewigen Torschützenliste der Nationalliga A, seit Bestehen der Liga im Jahre 2013, führt der Zürcher Dominik Zenhäusern, mit 611 Toren, vor den beiden Bernern Stefan Müller (587 Tore) und Jan Schäublin (479). In nur 3 Saisons hat sich Khaleq Hassami in die Top Ten vorgearbeitet. In der Saison 2024/25 wurde er mit 82 Toren Torschützenkönig. Mit 30 Treffern ist Dave Inhelder der Beste Festschläger Spieler vor Beat von Bergen mit 4 Treffern. Festschlägerspieler sind in der Tabelle fett geschrieben.
Berücksichtigt sind alle Spieler die mindestens 1 Tor geschossen haben.
| Pl.                   | Name               | Team                                  | Tore |
| --------------------- | ------------------ | ------------------------------------- | ---- |
| 01.                   | Dominik Zenhäusern | Iron Cats Zürich                      | 611  |
| 02.                   | Stefan Müller      | Rolling Thunder Bern                  | 587  |
| 03.                   | Jan Schäublin      | Zeka Rollers/Rolling Thunder Bern     | 579  |
| 04.                   | Nelson Braillard   | Whirldrivers Lausanne/Torpedo Turicum | 337  |
| 05.                   | Manuel Melder      | Iron Cats Zürich                      | 294  |
| 06.                   | Noe Spirig         | Iron Cats Zürich                      | 158  |
| 07.                   | Elia Chiaravelle   | Swiss Selection                       | 118  |
| 08.                   | Khaleq Hassami     | Iron Cats Zürich                      | 113  |
| 09.                   | Rodi Feller        | Rolling Thunder Bern                  | 73   |
| 10.                   | José Schnider      | Zeka Rollers/Swiss Selection          | 72   |
| 11.                   | Daniel Rolli       | Rolling Thunder Bern                  | 70   |
| 12.                   | Paul Emmering      | Torpedo Turicum                       | 62   |
| 13.                   | Stefan Aschwanden  | Iron Cats Zürich                      | 56   |
| 14.                   | Aylin Yilmaz       | Iron Cats Zürich                      | 55   |
| 15.                   | Lukas Kankanam     | Torpedo Turicum                       | 53   |
| 16.                   | Veronica Conceicao | Torpedo Turicum                       | 49   |
| 17.                   | Grégoire Herzig    | Whirldrivers Lausanne                 | 41   |
| 18.                   | Ismael Binaku      | Iron Cats Zürich                      | 37   |
| 19.                   | Dave Inhelder*     | Iron Cats Zürich                      | 30   |
| 20.                   | Colin Marschall    | Zeka Rollers                          | 27   |
| 21.                   | Elia Amsler        | Red Eagles Basel                      | 20   |
| 22.                   | Mark Maas          | Whirldrivers Lausanne                 | 19   |
|                       | Emmanuele D'Ovidio | Zeka Rollers A                        | 19   |
| 24.                   | Susanne Henzmann   | Zeka Rollers/Iron Cats Zürich         | 15   |
|                       | Gionatan Ziparo    | Zeka Rollers A                        | 15   |
| 26.                   | Sarah Schmid       | Rolling Thunder Bern                  | 13   |
| 27.                   | Anja Jäggi         | Whirldrivers Lausanne                 | 11   |
|                       | Jan Oehninger*     | Iron Cats Zürich                      | 6    |
| 29.                   | Alexander Palm     | Whirldrivers Lausanne                 | 5    |
|                       | Driton Avdijaj     | Iron Cats Zürich                      | 5    |
|                       | Jörg Diehl*        | Torpedo Turicum                       | 5    |
|                       | Bob Götz           | Rolling Thunder Bern                  | 5    |
| 33.                   | Beat von Bergen*   | Rolling Thunder Bern                  | 4    |
|                       | Adrian Dervishi    | Iron Cats Zürich                      | 4    |
|                       | Florian Müller     | Zeka Rollers                          | 4    |
|                       | Ilona Emmenegger   | Zeka Rollers A                        | 4    |
| 37.                   | Peter Segmüller    | Rolling Thunder Bern                  | 3    |
|                       | Ben Wadley         | Zeka Roller                           | 3    |
|                       | Philippe Amann     | Rolling Thunder Bern                  | 3    |
|                       | Tim Marti          | Rolling Thunder Bern                  | 3    |
|                       | Pascal Blum        | Zeka Rollers A                        | 3    |
|                       | Angelo Metzker     | Iron Cats Zürich                      | 3    |
| 43.                   | Michael Kehl*      | Rolling Thunder Bern                  | 2    |
|                       | Teo Haldi          | Whirldrivers Lausanne                 | 2    |
|                       | Abdirahman Aden    | Iron Cats Zürich                      | 2    |
|                       | Gionatan Ziparo    | Swiss Selection                       | 2    |
|                       | Raphael Bachmann   | Iron Cats Zürich                      | 2    |
| 48.                   | Jem Momtaz         | Whirldrivers Lausanne                 | 1    |
|                       | Mathieu Favre*     | Whirldrivers Lausanne                 | 1    |
|                       | Jessica Mone       | Zeka Rollers A                        | 1    |
|                       | Pascal Niffeler    | Zeka Rollers                          | 1    |
|                       | Yannick Schaaf     | Iron Cats Zürich                      | 1    |
|                       | Thiemo Hächler     | Zeka Rollers                          | 1    |
|                       | Dario Fischer*     | Zeka Rollers                          | 1    |
|                       | Egzon Gashi        | Iron Cats Zürich                      | 1    |
|                       | Walter Schwaninger | Iron Cats Zürich                      | 1    |
|                       | Fahrim Alija*      | Iron Cats Zürich                      | 1    |
|                       | Simone Leuenberger | Rolling Thunder Bern                  | 1    |
|                       | Andri Lanz         | Rolling Thunder Bern                  | 1    |
|                       | Jeremi Lechot      | Rolling Thunder Bern                  | 1    |
| Stand: 12. April 2025 |                    |                                       |      |

Festschläger*

## Weblink
- Website des Schweizer Powerchair Verbandes